# Шоколадов трюфел
Шоколадовият трюфел е вид сладкарско изделие, традиционно правено от шоколадов ганаш, към който могат да бъдат добавени различни есенции, карамел, маршмелоу, нуга крем, ликьор, плодове, шоколадов чипс или люспи, ядки и др. Може да съдържа още малки количества алкохол и дори билки.
Името произлиза от начина, по който се оформя, а именно във формата на трюфел.

## История
Счита се, че шоколадовите трюфели се появяват през декември 1895 година във френския град Шамбери. Местният сладкар се заел с приготвянето на коледни и новогодишни сладки. В най-ангажираното време на годината свършил всичкият шоколад, но той решил да поиска такъв назаем от други сладкари. Тогава му дошла идеята да направи смес от ванилия, сметана и шоколад на прах, с която оформил малки топчета. За по-добрия им външен вид ги потопил в разтопен шоколад, като после ги поръсил с какао на прах.
Заради приликата на външен вид с редките гъби, бонбоните получават името „трюфели“. Тези бонбони получават своята популярност благодарение на Антоан Дюфур, основал през 1902 година в Лондон шоколадов магазин на име „Престат“. В този исторически магазин и днес могат да бъдат открити популярните шоколадови трюфели „Наполеон III“, произвеждани по оригиналната рецепта.

## Варианти
Има три главни типа шоколадови трюфели: американски, европейски и швейцарски.
- Американските трюфели имат формата на полуяйце и представляват смес от тъмен или млечен шоколад, млечни мазнини и понякога втвърдено кокосово масло. За Джоузеф Шмит, шоколатиер от Сан Франциско и създател на „Джоузеф Шмит Кънфекшънс“, се твърди, че ги е създал през 80-те години на миналия век.[4]

- Канадската вариация на американския трюфел (Харви трюфел) включва фъстъчено масло и трохи от грахамов крекер.

- Европейските трюфели се правят от сироп и база, в състава на която влизат какао на прах, мляко на прах и някои мазнини, за да се създаде емулсия от типа вода-масло.

- Френският трюфел се прави от свежа сметана и шоколад, след което се търкаля в какао или ядхи на прах.

- Белгийският трюфел се прави от тъмен или млечен шоколад, маслен крем, ганаш, лешникова или друг вид паста.[5]

- Швейцарският трюфел се прави чрез комбиниране на разтопен (течен) шоколад, млечен крем и масло, като сместа се налива във форми, преди трюфелът да бъде поръсен с какао на прах. Подобно на френските, тези имат кратък срок на годност и трябва да се консумират в рамките на дни след приготвянето.[6]

- Вегетарианският трюфел може да има различна форма или вкус, но е по-съобразен с критериите за здравословно хранене, отколкото останалите типове.[7]